# Partido Social Republicano
O Partido Social Republicano foi um partido politico brasileiro, fundado por Pedro Ludovico, em Goiânia, e por José Eduardo Macedo Soares, no Rio de Janeiro. O Partido existiu de Janeiro de 1933 até Dezembro de 1937.

## NoRio de Janeiro
Era formado por opositores ao governo de Protógenes Guimarães, governador do Rio de Janeiro. Sua comissão diretora era constituída por socialistas, sociais democratas e republicanos, entre eles o senador José Eduardo de Macedo Soares, pelos deputados federais Joaquim Cardillo Filho e Eduardo Duvivier, e pelos deputados estaduais Luís Sobral e Pedro Luís Correia de Castro.
Apoiou a candidatura de José Américo de Almeida à presidência da República.

## Em Goiás
Faziam parte de sua direção Laudelino Gomes de Almeida (presidente), Josino Porto (vice-presidente), Claro Augusto Godói (secretário-geral), Colemar Natal e Silva (primeiro-secretário), Irani Ferreira (segundo-secretário), João Luís de Oliveira (terceiro-secretário) e Mário Nunes (quarto-secretário).
As teses que deveriam ser defendidas pelo PSR foram discutidas no Congresso das Municipalidades. As teses mais importantes defendidas pelo Partido eram o estado laico, especialmente sobre o ensino religioso facultativo nas escolas, a nomeação dos prefeitos e o estabelecimento do divórcio. Acreditavam ainda na Social Democracia unida ao sindicalismo e ao socialismo revolucionário, em situações extremas, dentro do sistema Parlamentarista.